# 坂本亮馬
坂本 亮馬（さかもと りょうま、1985年5月3日 - ）は競輪選手。福岡県久留米市出身。日本競輪学校第90期卒業。日本競輪選手会福岡支部に所属。
日本競輪学校第86期生の競輪選手である坂本健太郎は実兄。

## 経歴
久留米工業大学附属高等学校に在学中の2003年に高校選抜大会のケイリン種目で優勝し、高校総体（佐世保競輪場）のケイリン種目でも優勝している。
やがて高校の先輩でもある加倉正義に師事し、高校卒業後は日本競輪学校に第90期生として入学する。同期には北津留翼、新田祐大、飯野祐太、鈴木謙太郎らがいる。
2005年7月1日にホームバンクの久留米競輪場でデビューし1着。その後は2007年（立川競輪場）と2008年（平塚競輪場）のヤンググランプリに連続出場し、着順はいずれも6着であった。
2009年には9月13日に花月園競輪場での記念競輪（GIII）を優勝すると、11月には同年2回目の開催となった第51回競輪祭GIの決勝に初優出を果たし、4角付近から捲り追い込みをかけて3着に入る。
2010年は折からの『龍馬伝』ブームで、名前が坂本龍馬と同じ読みであったことから、その存在が広く知れわたるきっかけとなり、日本選手権競輪（決勝6着）と共同通信社杯春一番小松島競輪場（決勝落車棄権）と連続して決勝に進出する。
そして5月2日に平塚競輪場の記念競輪で優勝すると、時期移動で7月26日に行なわれた川崎競輪場の記念競輪決勝も優勝し、さらには8月24日に小田原競輪場での記念競輪で優勝したことにより、前年の花月園より神奈川県内に存在する4競輪場での記念競輪完全制覇を1年間で達成するという偉業を成し遂げ、小田原記念の優勝時には主催者から「神奈川グランドスラム賞」として特別敢闘賞が贈呈された。なお花月園競輪場は同年3月31日の開催をもって廃止されたため、坂本は花月園記念最後の優勝者となった事と共に競輪史に名を刻むことになった。
9月のオールスター競輪（いわき平競輪場）では、9選手中ただ一人のS級1班選手（他の8選手はS級S班選手）としてドリームレースに出走している。そして12月5日時点において賞金獲得額ランキング上位となったことから、2010年12月27日より適用される2011年のS級S班選手に選出された。

## 競走スタイル
自力戦法の選手で先行より捲りのほうが多いが、捲りのため中団の位置を確保することには上手さがあり、位置確保のため他のラインの動きを封じたり、場合によっては他のラインを分断して割り込むなど、強気な競走が持ち味となっている。
しかし展開次第では思い切った先行でライン全員を連れ出しにかかることもあり、それでも逃げ粘れる実力の高さを持ち合わせている。

## エピソード
- 2010年7月26日に昼間開催の川崎競輪場で記念競輪（GIII）で優勝を果たしたが、同日に兄の坂本健太郎が函館競輪場でナイター開催のFI（S級シリーズ）を優勝し、兄弟同日優勝を果たした。
- 2010年8月の小田原記念競輪は当初出場予定ではなかったが、小田原記念競輪に出場予定だった神山雄一郎が直前に欠場となり、前検日の2日前に急遽追加配分されての出場であったが、その状況で優勝を果たした。